# 51663 Lovelock
51663 Lovelock este un asteroid din centura principală de asteroizi.

## Descriere
51663 Lovelock este un asteroid din centura principală de asteroizi. A fost descoperit pe 15 mai 2001 la Stația Anderson Mesa în cadrul programului LONEOS. Asteroidul prezintă o orbită caracterizată de o semiaxă mare de 2,25 ua, o excentricitate de 0,08 și o înclinație de 4,4° în raport cu ecliptica.